# 卡斯蒂略和埃莱哈韦蒂亚
卡斯蒂略和埃莱哈韦蒂亚（西班牙語：Castillo y Elejabeitia）是西班牙巴斯克自治区比斯开省的一个市镇。总面积12.4平方公里，总人口735人（2018年），人口密度59.3人/平方公里。